# Filipinas en los Juegos Olímpicos de Atlanta 1996
Filipinas estuvo representada en los Juegos Olímpicos de Atlanta 1996 por un total de 12 deportistas, 8 hombres y 4 mujeres, que compitieron en 6 deportes.
El portador de la bandera en la ceremonia de apertura fue el boxeador Reynaldo Galido.

## Medallistas
El equipo olímpico filipino obtuvo las siguientes medallas:
| Nombre           | Deporte | Competición |
| ---------------- | ------- | ----------- |
| Oro              |         |             |
| —                |         |             |
| Plata            |         |             |
| Mansueto Velasco | Boxeo   | 48 kg M     |
| Bronce           |         |             |
| —                |         |             |